# Едуардо Массо
Едуардо Массо (нар. 11 січня 1964) — колишній бельгійський тенісист.
Найвищу одиночну позицію світового рейтингу — 56 місце досяг 22 липня 1991, парну — 134 місце — 26 листопада 1990 року.
Найвищим досягненням на турнірах Великого шолома було 2 коло в одиночному розряді.
Завершив кар'єру 1992 року.

## Фінали
| Легенда            |
| ------------------ |
| Великий Шлем       |
| Tennis Masters Cup |
| Серія Мастерс ATP  |
| Тур ATP            |

### Одиночний розряд (1 поразка)
| Результат | Ранг | Дата     | Турнір                | Покриття | Суперник         | Рахунок            |
| --------- | ---- | -------- | --------------------- | -------- | ---------------- | ------------------ |
| Поразка   | 1.   | Лип 1990 | Гілверсум, Нідерланди | Ґрунт    | Франсіско Клавет | 6–3, 4–6, 2–6, 0–6 |